# Indische slangenarend
De Indische slangenarend (Spilornis cheela), is een slangenarend uit het geslacht Spilornis van de familie havikachtigen (Accipitridae). Deze slangenarend komt voor in een groot gebied dat zicht uitstrekt van India tot op de Filipijnen.

## Kenmerken
Het is middelgrote roofvogel van 51 tot 71 cm lengte. Net als de ander arenden uit dit geslacht heeft hij een donkere kruin en heldergele ogen met tot aan de snavel een gele naakte huid. De arend heeft kuif die echter meestal plat op de kruin ligt. Opvallend aan deze arend is dat volwassen vogels een brede witte band onder op de verder zwart gekleurde staart hebben. In vlucht valt ook op de brede witte zone op de ondervleugel, van achteren begrensd door een zwarte rand en van boven, bij de "armen" is de vleugel bruin. Op Borneo is verwarring mogelijk met de sterk gelijkende kinabaluslangenarend (S. kinabaluensis). Deze leeft in een ander habitat van typisch montaan bos en maakt een afwijkend geluid.

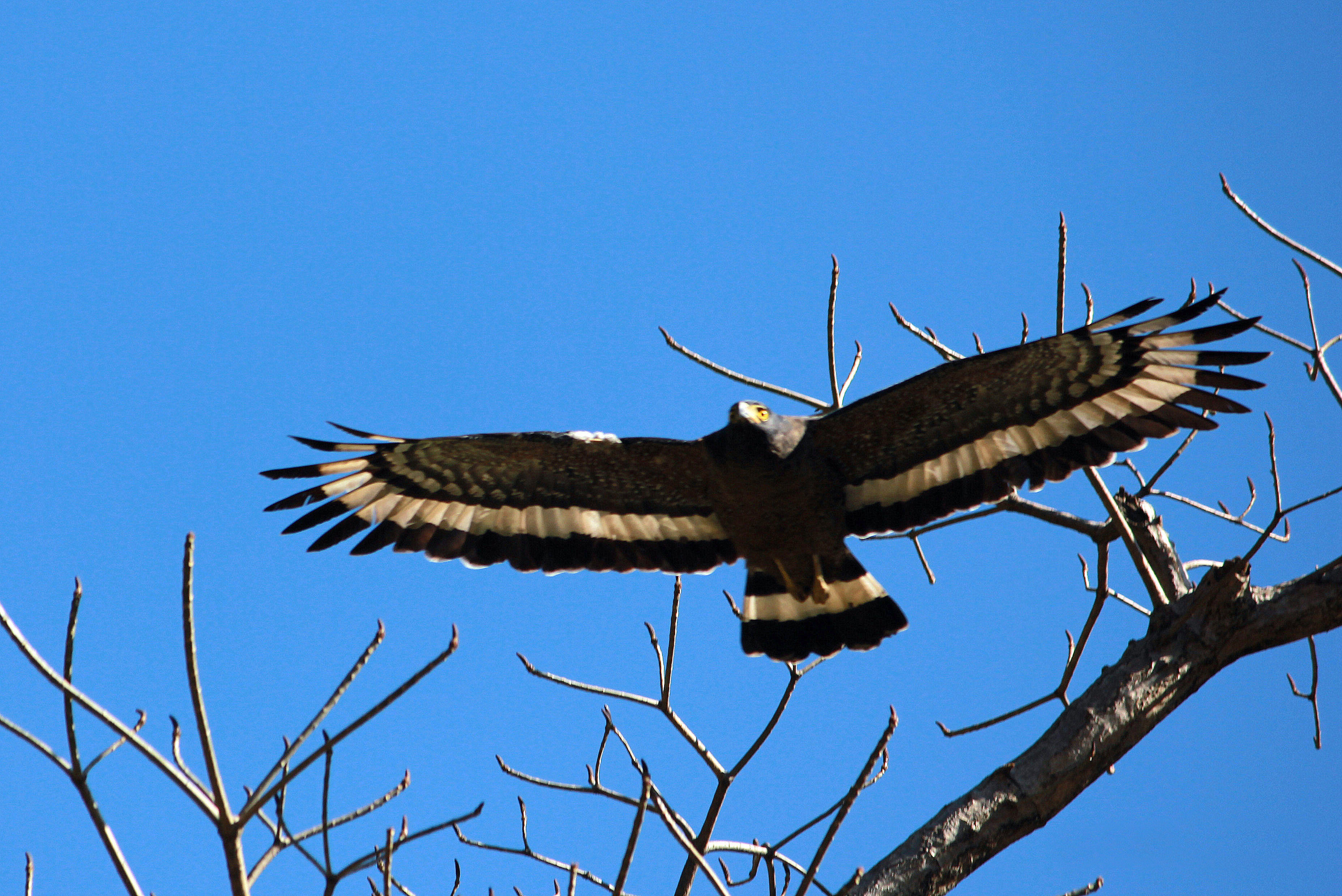
Indische slangenarend in vlucht.
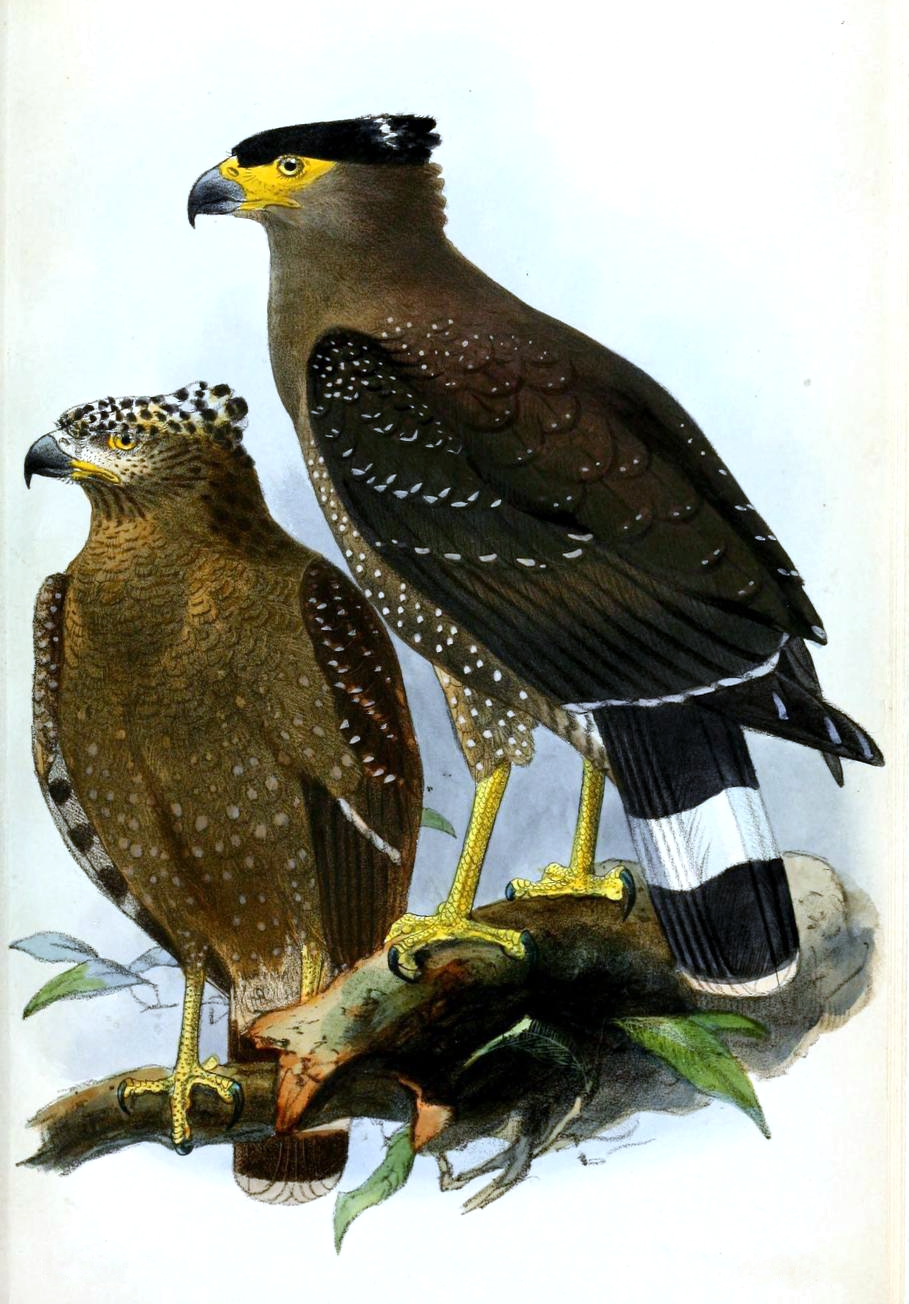
S. c. pallidus van Noord-Borneo. Onvolwassen en volwassen vogel. Afbeelding van John Gerrard Keulemans.

## Verspreiding en leefgebied
De Indische slangenarend heeft een enorm groot verspreidingsgebied waarbinnen 21 ondersoorten worden onderscheiden:
- S. c. cheela: Noord-India en Nepal
- S. c. melanotis: Zuid-India
- S. c. spilogaster : Sri-Lanka
- S. c. burmanicus: van Myanmar tot het zuidwesten van China en het midden en zuiden van Indochina
- S. c. ricketti: Zuid-China en Noord-Vietnam
- S. c. malayensis: Malakka, Noord-Sumatra
- S. c. davisoni: Andamanen
- S. c. perplexus: Riukiu-eilanden
- S. c. hoya: Taiwan
- S. c. rutherfordi: Hainan
- S. c. pallidus: Noord-Borneo
- S. c. richmondi: Zuid-Borneo
- S. c. natunensis: Natuna-eilanden en Billiton
- S. c. sipora: Mentawai-eilanden
- S. c. batu: Zuid-Sumatra
- S. c. asturinus: Nias
- S. c. abbotti: Simeulue
- S. c. bido: Java en Bali
- S. c. baweanus: Bawean
- S. c. palawanensis: Palawan
- S. c. minimus (Midden-Nicobarslangenarend): Nicobaren

## Status
De Indische slangenarend is een van de meest voorkomende arenden in de bossen in het Oriëntaals gebied. Omdat hij voorkomt in een enorm groot areaal, is de kans op de status kwetsbaar (voor uitsterven) uiterst gering. De grootte van de populatie is niet gekwantificeerd, maar de aantallen worden stabiel geacht. Om deze redenen staat deze slangenarend als niet bedreigd op de Rode Lijst van de IUCN.